# Тонтън
То̀нтън (на английски: Taunton) е град в САЩ, административен център на окръг Бристъл, щата Масачузетс. Населението на града е 55 874 души (2010). Тонтън е разположен на 64 km южно от Бостън.

## Икономика
Текстилен център, машиностроене. Смятан е за мелничарски град, поради наличието на няколко мелници в града.

## Личности
Родени
- Уилям Ноулс (р. 1917), химик

Починали
- Ивлин Уо (1903-1966), писател